# Grube Messel (Messel)
Der Ortsteil und Wohnplatz Grube Messel befindet sich nördlich und südlich des Bahnhofs Messel, räumlich getrennt vom Hauptort Messel, einer Gemeinde östlich von Darmstadt im Landkreis Darmstadt-Dieburg in Hessen. Die Siedlung mit einem größeren Gewerbegebiet ist durch das UNESCO-Weltnaturerbe Grube Messel bekannt und nicht mit diesem zu verwechseln.

## Geschichte

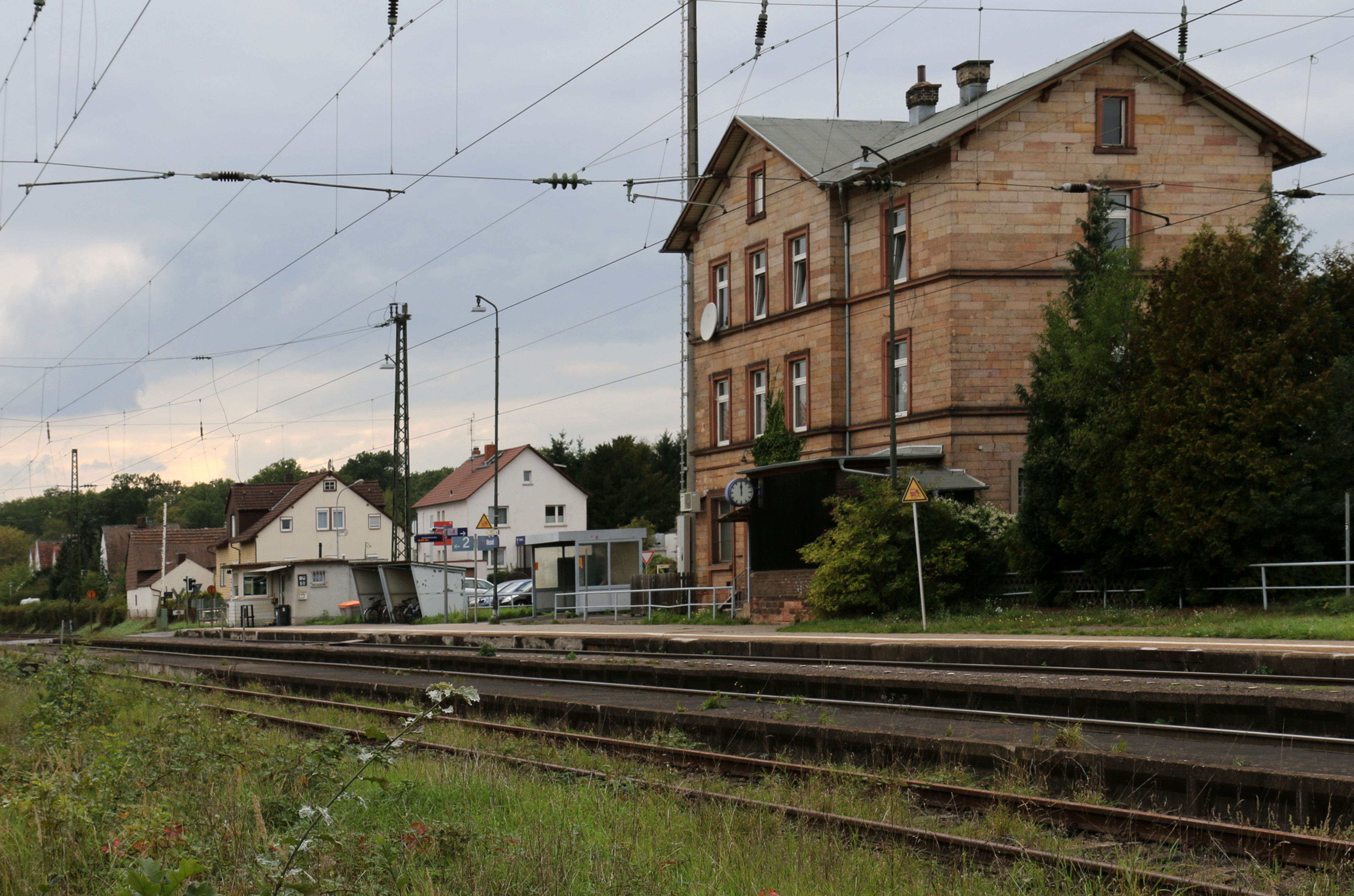
Bahnhof und Wohnhäuser

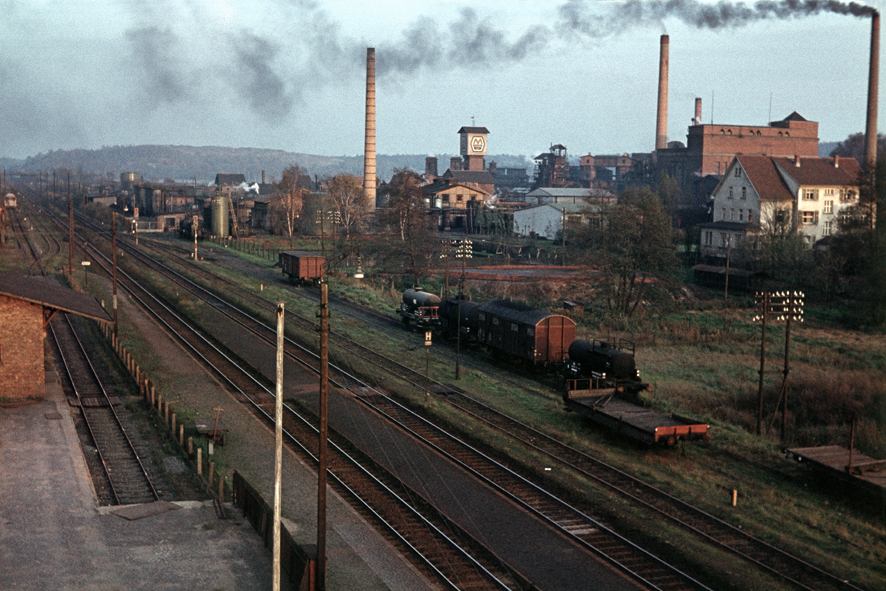
Vorn: Bahnhof Messel; hinten: Paraffin- und Mineralölwerk Messel, 1950er Jahre

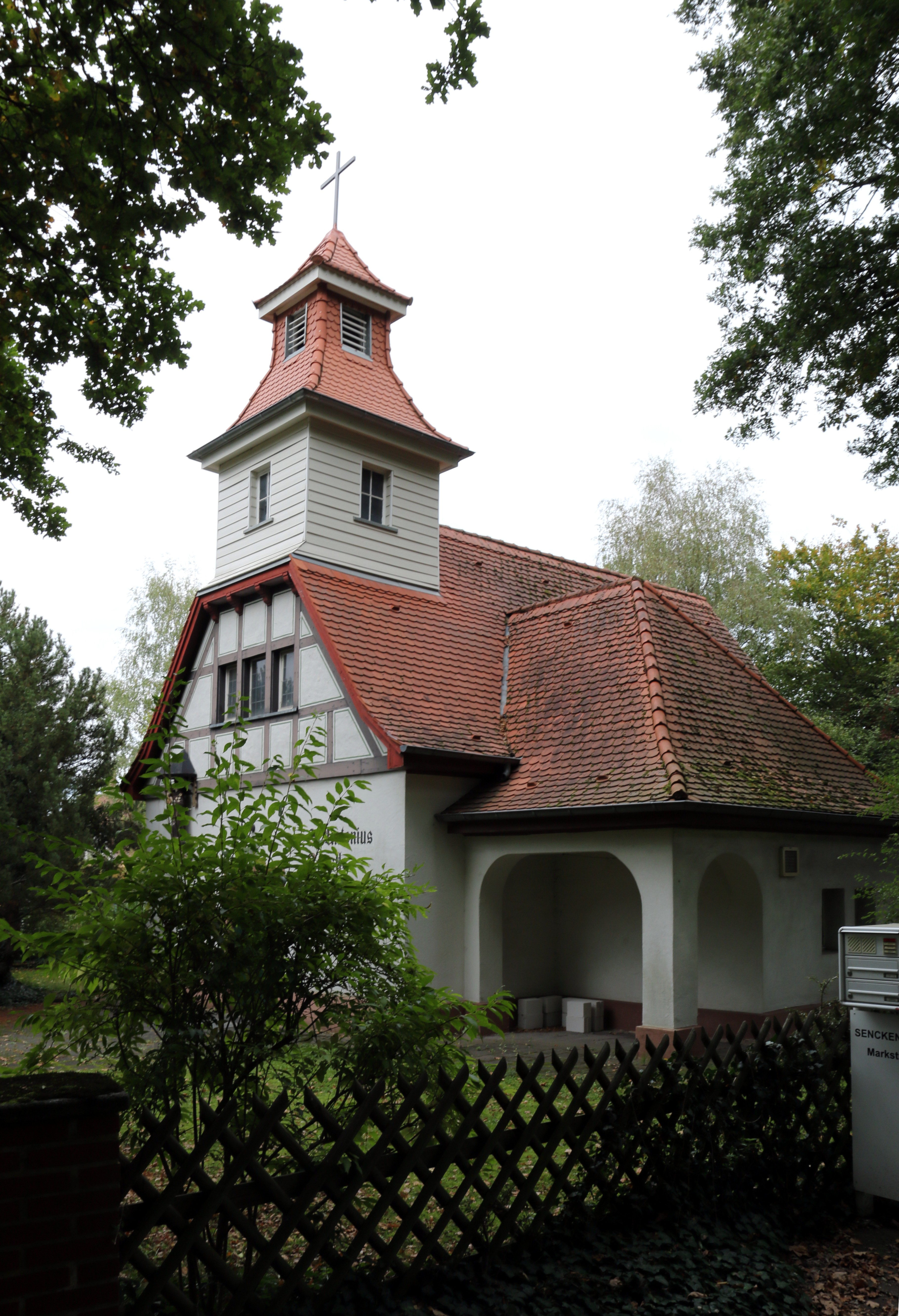
St. Antoniuskapelle

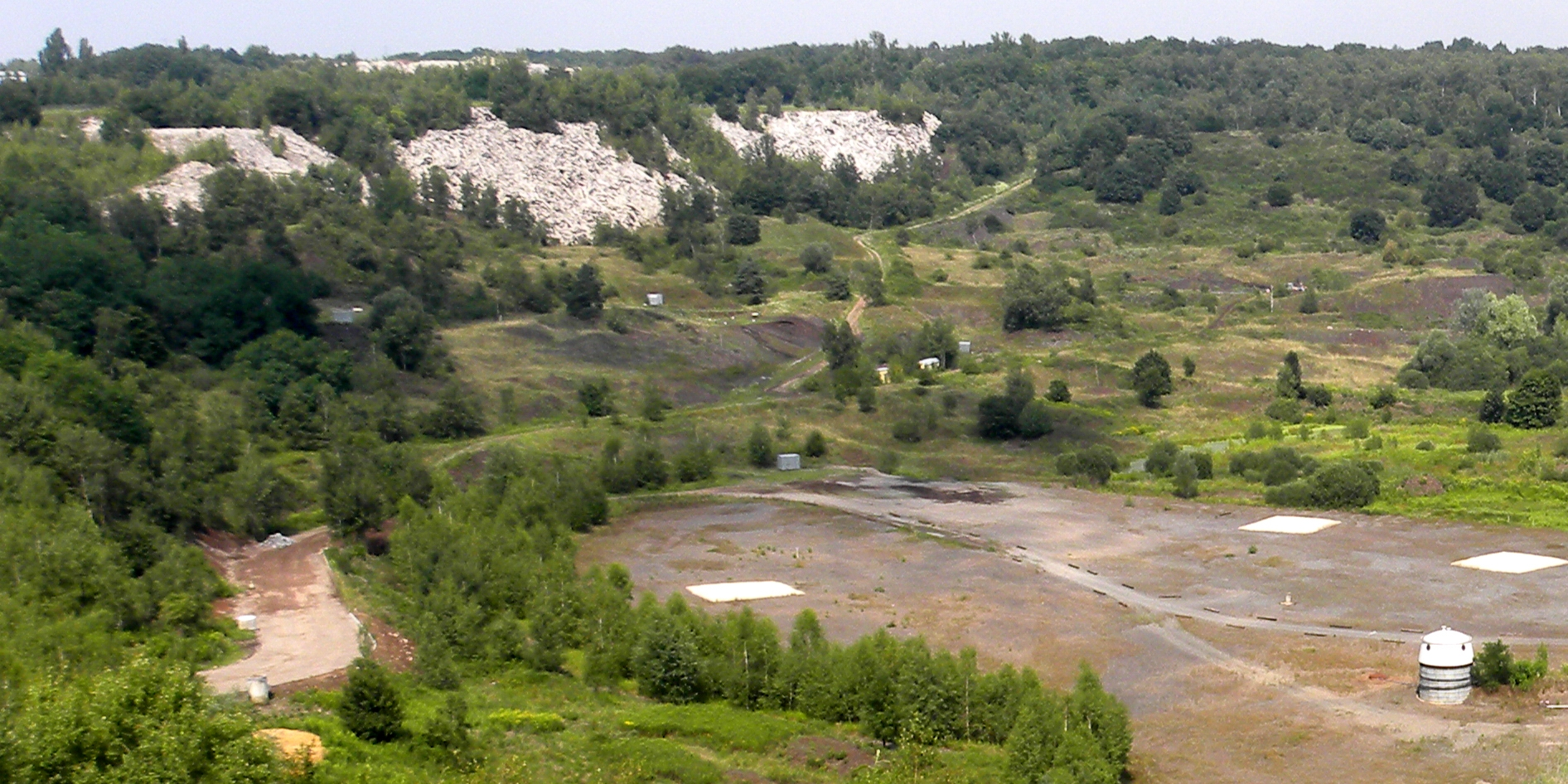
S-N-Blick: Nordwestteil Grube Messel, weiße Hänge Hintergrund: Ausschusshalde des nahe gelegenen Ytong-Werks

Mit dem Bau der Main-Rhein-Bahn 1858 sowie dem Bau des Bahnhofs Messel bis 1870 und nach der Entdeckung des Ölschiefers und beginnender Ausbeutung mit der Gründung des Ölschieferwerks entstanden neue Arbeitsplätze und eine Anbindung an die umliegenden Städte. Das bäuerliche Dorf Messel wandelte sich allmählich zu einer Gemeinde von Arbeitern und Angestellten. Um den damaligen Bahnhof Messel entstanden Industrieanlagen und Wohnhäuser und es entstand der spätere Ortsteil Bahnhof Messel nördlich des Bahnhofes in Richtung Messel. Gleichzeitig entstand eine Kleinsiedlung wenige Dutzend Meter südlich der Bahnlinie für die Arbeiter der Ölschiefergrube, Grube Messel genannt. Die Siedlung und die Grube befanden sich zu damaliger Zeit auf Klein-Zimmerner Gemarkung (Zeilharder Wald, Flur 1), da das Gebiet der Grube Messel (Siedlung und Bergwerk) im Zimmerner Waldgebiet dieses weiter entfernten Ortes lag.
Das Ölschiefervorkommen „Messeler Braunkohle“ wird ab 1860 entdeckt. Als Brennmaterial war diese Form Braunkohle ungeeignet; das Rohöl als Inhaltsstoff versprach jedoch bei der einsetzenden Industrialisierung gute Gewinnmöglichkeiten.
Ab 1884 wurde vom Bergbaubetrieb „Gewerkschaft Messel“ im heutigen Weltnaturerbe Grube Messel zum Zweck der Gewinnung von Teer und Paraffin begonnen. Über speziell entwickelte Schwelöfen wurde das Rohöl gewonnen. Ab 1900 wurden neue Rundöfen geschaffen und auch Diesel und Benzin raffiniert. Nach 1924 im Besitz des I.G. Farben Konzerns, 1945 bis 1953 unter amerikanischer Militärverwaltung, wird die Produktion ab 1954 unter der Paraffin- und Mineralölwerk Messel GmbH bis 1962 weitergeführt. Eine Nutzung als Mülldeponie konnte nicht zuletzt durch eine Bürgerinitiative verhindert werden. Am 8. Dezember 1995 wurde sie unter dem Eintrag Messel Pit Fossil Site als dritte Fossillagerstätte der Welt zum UNESCO-Weltnaturerbe erklärt.
1945 konnte in der Siedlung eine seit 1913 beantragte römisch-katholische Kirche eingeweiht werden. Das im Jahr 1910 ursprünglich als Spritzenhaus für die Gewerkschaft Messel errichtete Gebäude wurde zur Kapelle umgebaut, und als St. Antonius Kapelle geweiht. Damit konnte durch den Zuzug der Heimatvertriebenen aus dem ehemaligen Sudetenland und Schlesien auch nach Grube Messel und Messel für die überwiegenden Neubürger katholischen Glaubens ein Gottesdienst angeboten werden. 1957 wurde die St.-Bonifatius-Kirche in Messel eingeweiht und die Kapelle nur noch sporadisch für Gottesdienste genutzt. Mit Hilfe eines Fördervereins und Zuwendungen der Gemeinde Messel und des Bistums Mainz konnte das denkmalgeschützte Gebäude bis 2010 saniert werden. Neben diesem sind das Feuerwehrhaus und der Bahnhof Messel als Kulturdenkmäler ausgewiesen (siehe auch: Liste der Kulturdenkmäler in Messel#Grube Messel).
1977 erfolgte mit der Gebietsreform in Hessen der Zusammenschluss mit Messel.
Durch weitere Industrieanlagen und Wohnhäuser mit dem ehemaligen Ortsteil Bahnhof Messel zusammengewachsen, wird die Mischsiedlung nördlich und südlich des Bahnhofs heute als Ortsteil Grube Messel betrachtet und ist räumlich durch Felder vom Hauptort Messel getrennt.
Im Ortsteil befindet sich eine Außenstelle der Senckenberg Gesellschaft für Naturforschung. Größter Arbeitgeber ist neben vielen weiteren Firmen im Industriegebiet um den Bahnhof das Ytong Werk der heutigen Xella Unternehmensgruppe.
Der Ortsteil ist im Hessenviewer verzeichnet und neben dem Hauptort Messel ein Ortsbezirk nach der Messeler Hauptsatzung. Allerdings gibt es keinen eigenen Ortsbeirat.

## Sehenswürdigkeiten
- das nahegelegene UNESCO-Weltnaturerbe Grube Messel
- Ortsmuseum Messel
- St. Antonius Kapelle